# Falafel

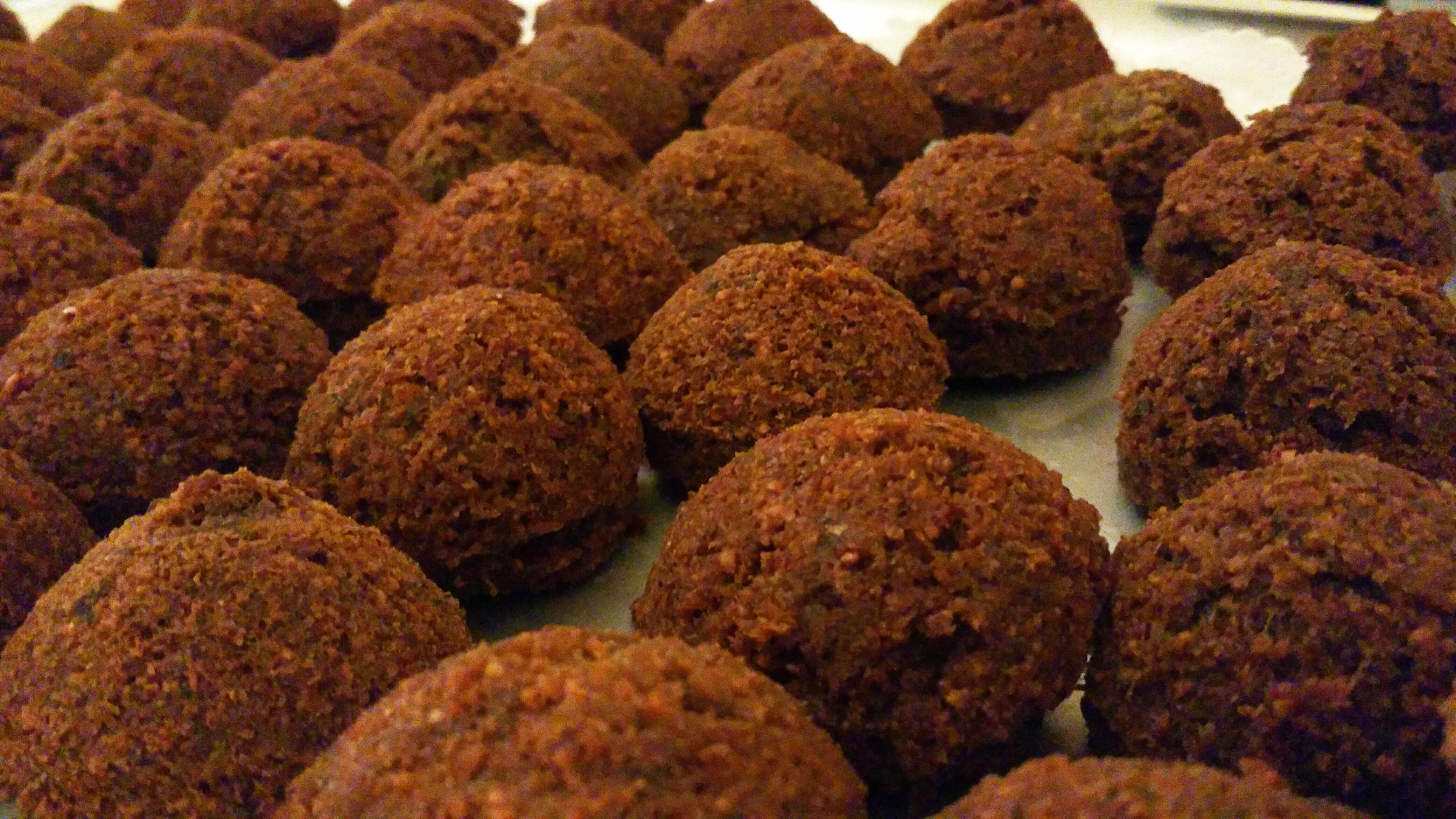
Falafel

Falafel (gemäß Duden feminin oder neutral; oft auch maskulin, arabisch فلافل, DMG falāfil, Falāfelⓘ) sind frittierte Bratlinge aus zerkleinerten Kichererbsen (oder auch Dicken Bohnen) mit Kräutern und Gewürzen, die vor allem als Imbiss international beliebt sind. Das Gericht ist Bestandteil der arabischen Küche. Es wird als Tellergericht oder in einem Fladenbrot serviert.

## Verbreitung
Ort und Zeit der Entstehung des Gerichts sind nicht bekannt, es dürfte sich aber um ein sehr altes Gericht handeln. Manche Historiker nehmen an, dass es in Ägypten entstanden ist, wo es auch Ta’amia genannt wird, und möglicherweise von den christlichen Kopten als fleischloses Gericht für die Fastenzeit geschaffen wurde.  Andere vermuten seine Herkunft jedoch eher im Libanon oder in Palästina. Falafel gehört zu allen Küchen Vorderasiens und Nordafrikas.
Auch in Israel gilt Falafel (פלאפל) als Nationalgericht und wird von allen Einwohnern Israels zubereitet, unabhängig von Ethnie, Herkunft oder Religion. In der sephardisch-arabisch-jüdischen Kultur des Nahen Ostens hatte Falafel als Bestandteil der lokalen Kochtradition bereits lange vor der Gründung des Staates Israel einen festen Platz. Auch in Syrien und im Libanon gehören Falafel zum Standard der Vorspeisenauswahl (Mezze).
In Deutschland wird Falafel seit Anfang der 1980er Jahre angeboten, meist an arabisch ausgerichteten Imbissständen, zunehmend auch an türkischen als Alternative zum Döner Kebab.

## Zubereitung

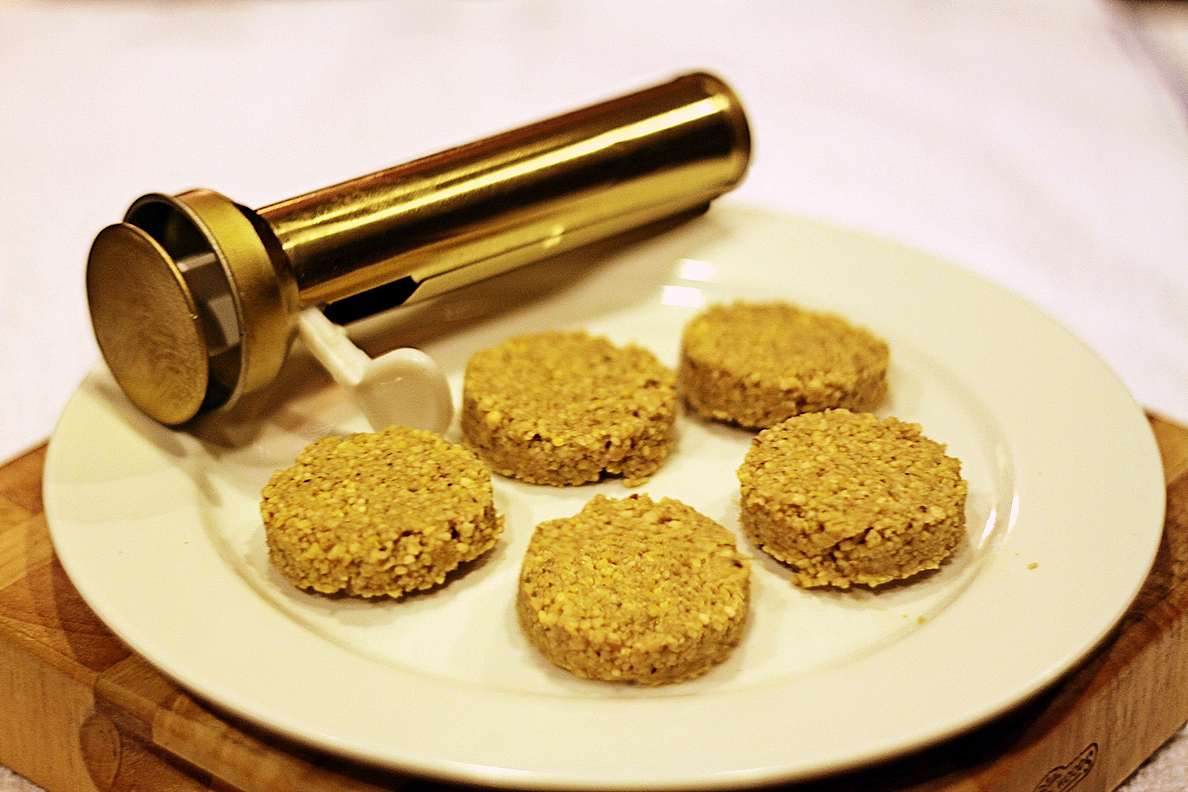
Falafelportionierer und unfrittierte Falafel

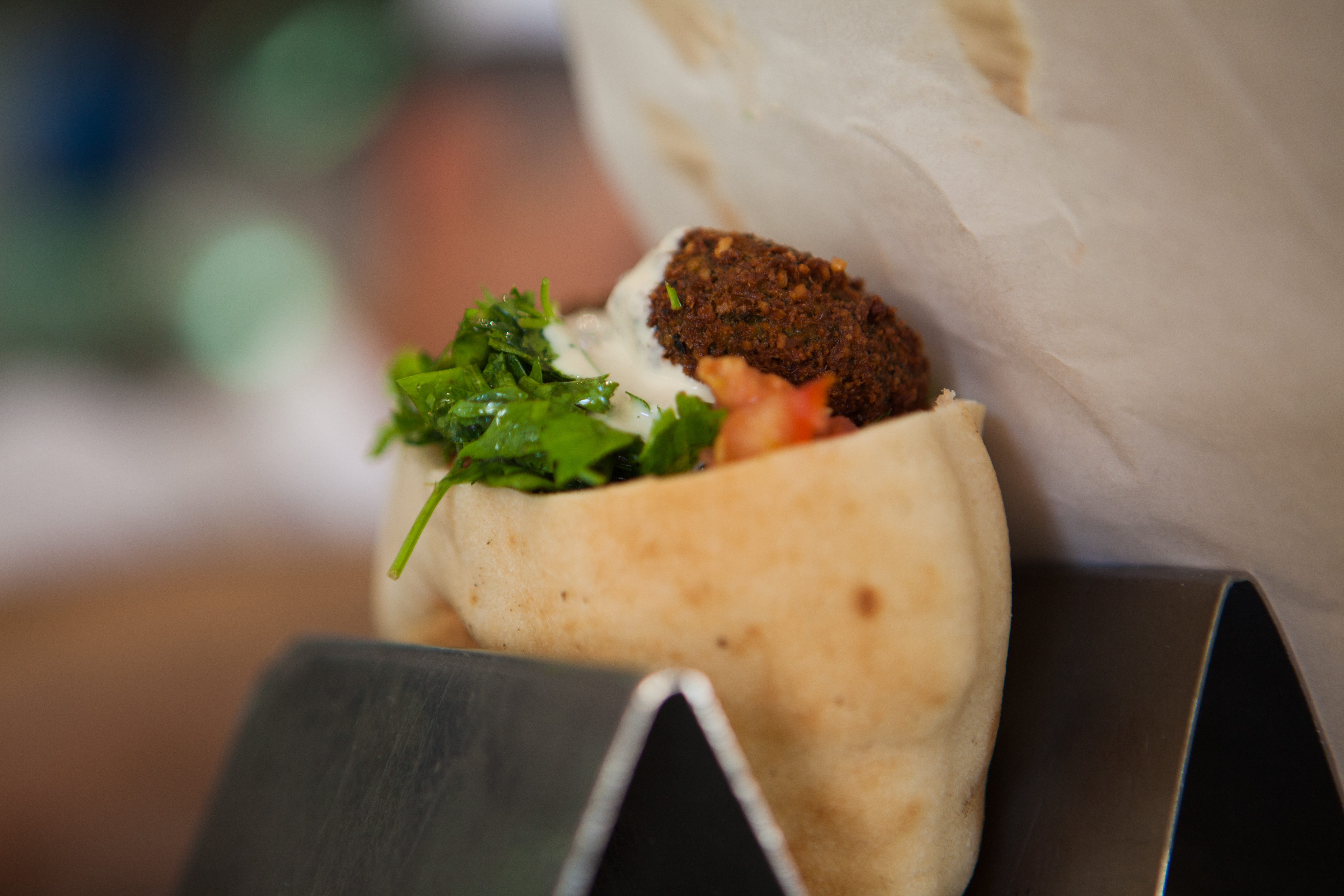
Falafel in Fladenbrot

Zur Zubereitung werden zuerst getrocknete Kichererbsen oder Bohnen eingeweicht und durch den Fleischwolf gedreht. Dann werden Petersilie, Korianderkraut, Knoblauch und Lauchzwiebeln fein gehackt und dazugegeben sowie etwas Backpulver und als Gewürze Salz, Pfeffer und Kreuzkümmel. Je nach Rezept können noch Dill, Cayennepfeffer oder Bulgur hinzukommen. Anschließend werden alle Zutaten noch einmal püriert und zu einem Teig verknetet. Nach einer Ruhezeit werden aus dem Teig etwa walnussgroße Bällchen geformt, wofür auch ein besonderer Falafellöffel oder Falafelportionierer eingesetzt wird. Anschließend werden sie in Pflanzenöl goldbraun frittiert.
Serviert wird Falafel in der Regel mit Tahina (Sesammus) oder Hummus (Kichererbsenmus) und verschiedenen eingelegten oder gebratenen Gemüsen und Pita, einem dünnen Fladenbrot. Als Imbiss „auf die Hand“ wird Falafel mit Gemüse oder Salat in einem aufgeklappten Fladenbrot oder als Wrap angeboten, häufig werden als Gewürz Sumach und auch Zitronensaft hinzugefügt.
Eine spezifische Berliner Erfindung sind Falafel mit Mangosauce. Im Irak und teilweise in Israel wird sogenannte Ambasauce verwendet. Diese enthält Mangoanteile, ist aber eher säuerlich. In Berlin führten einige irakische Imbisse eine Variante mit süßem Mangosaft ein, die sich verbreitete. Ebenso entsprechen die deutschen Varianten mit einer Vielzahl von Saucen und Salaten in einem Dönerbrot keineswegs der sparsamen „arabischen“ Version des ursprünglichen Armeleuteessens, bei der Falafelbällchen nur mit etwas Sesamsauce serviert werden.
Falafel kann je 100 Gramm rund 31,8 g Kohlenhydrate, 17,8 g Fett und 13,3 g Proteine enthalten. Der Energiegehalt kann 1394 kJ (333 kcal) pro 100 g betragen.